# Fairchild C-123
Fairchild C-123 Provider američki je transportni zrakoplov proizvođača Fairchild, nasljednik modela Fairchild C-119 "Flying Boxcar".

## Opis
Fairchild C-123 Provider ušao je u službu američkog ratnog zrakoplovstva 1955., a kasnije i američke obalne straže. Zajedno s Grummanovim HU-16 "Albatros" bio je posljednji model zrakoplova s radijalnim motorom Oružanih snaga Sjedinjenih Država, a poljednji primjerci izašli su iz uporabe ranih 1980-ih. Jedini vojni teatar u kojemu su ovi zrakoplovi upotrijebljeni bio je Vijetnamski rat.
Zrakoplovi raspoređeni u Vijetnamu, Laosu i Tajlandu označeni su oznakom C-123K. Ovi su primjerci bili opremljeni dodatnim mlaznim motorima, što je omogućilo povećanje brzine na 500 km/h. Danas se neki primjerci još uvijek mogu vidjeti u mnogim američkim muzejima. C-123K prikazan je u nekoliko ratnih filmova kao što su Con Air, XxX, Operation Dumbo, The General's Daughter i Air America.
Osim prijevoza tereta zračnim putem, jedna od primarnih uloga C-123 u Vijetnamu bila je raspršivanje defolijanata kao što je Agent Orange tijekom operacije Ranch Hand. Od 1962. do 1971. izvršeno je ukupno oko 6000 misija, uglavnom s modelom Fairchild UC-123B/K.
Manje poznatu ulogu u misiji presijecanja opskrbnih ruta (tzv. "Ho Ši Minovog puta") tijekom Vijetnamskog rata odigrala je inačica NC-123K "Black Spot". Za misiju su prenamijenjena samo dva primjerka, koja su korištena od 1968. do 1971. i bila su stacionirana u zrakoplovnoj bazi Nakhon Phanom u sklopu 606. eskadrile za specijalne operacije i 56. krila za specijalne operacije.
Model NC-123K je bio opremljen sustavom senzora koji je po performansama bio usporediv s onim AC-130A/E. U tu svrhu, nosni je konus opremljen većim kućištem za smještaj senzora. Sustav je uključivao frontalni radar, infracrveni tragač, niski video zaslon i laserski daljinomjer. Ovaj je model bio opremljen i naprednim navigacijskim sustavom i računalno kontroliranim protuoklopnim i protupješačkim naoružanjem. Premda su oba primjerka bila relativno uspješna u misijama, njihove su operativne sposobnosti i mogućnost preživljavanja bile niže od raznih inačica zrakoplova AC-130, stoga je njihova uporaba bila kratkog vijeka. Nakon što su privremeno uskladišteni u SAD-u, rastavljeni su i prebačeni na Tajland.
Osim redovne uporabe na bojištu, C-123 je koristila CIA za tajni prijevoz i opskrbu oružja za Kontrase, gerilu koja se borila u ratu u Nikaragvi. Ova je tajna operacija otkrivena nakon što je jedan C-123 oboren iznad Nikaragve 5. listopada 1986. Uhićenje jedinog preživjelog člana posade Eugenea Hasenfusa odigralo je važnu ulogu u razotkrivanju afere Iran-Contra.
Danas je ostalo oko 40 operativnih primjeraka, koje uglavnom koriste malih privatne tvrtke za prijevoz tereta. Neki su primjerci u prodaji među ljubiteljima rabljenih ratnih zrakoplova.

## Inačice
XCG-20
- dva prototipa jedrilice od metala proizvođača Chase Aircraft (oznaka XG-20).
XC-123
- opremanje XG-20 s dva radijalna motora Pratt &amp Whitney R-2800-23 od 2200 KS.
XC-123A
- jedan je primjerak XG-20 opremljen s dva podkrilna mlazna motora General Electric J47-GE-11.
C-123B
- proizvodna inačica XC-123 s dva motora R-2800-99W od 2300 KS. Zrakoplov je mogao prenijeti 61 potpuno opremljenog vojnika ili 50 nosila. Pet zrakoplova proizvela je tvrtka Chase, a 302 primjerka Fairchild Aircraft.
HC-123B
- osam primjeraka C-123B preinačeno je u zrakoplove za potragu i spašavanje za Obalnu stražu Sjedinjenih Država.
UC-123B
- jedan primjerak C-123B preinačen je u zrakoplov za prskanje kemijskih sredstava.
VC-123C
- jedan VIP transporter temeljen na XC-123A nikad nije izgrađen.
YC-123D
- nova je oznaka za XC-123A modificirane zrakoplove od tvrtke Stroukoff Aircraft Corporation s poboljšanim sustavom prilagođenim za polijetanje s kratkih staza, gdje se upuhuje zrak pod visokim pritiskom preko vrha krila i kontrolnih površina. Četiri mlazna motora zamijenjena su s dva motora Pratt & Whitney R-2800, a okomiti rep obnovljen je poput ranoog modela C-123B proizvođača Chase.
YC-123E
- C-123B koji je preinačila Stroukoff Aircraft Corporation s modificiranim "Pantobase" podom trupa, modificiranim krilima i repom kako bi zrakoplov mogao polijetati na vodi, te pješčanoj, snježnoj i ledenoj podlozi.
YC-123H
- prototip s proširenim stajnim trapom i dva dodatna motora General Electric J85 montiranih ispod krila.
C-123J
- 10 primjeraka, svaki s mlaznim motorom Fairchild J44-R-3 montiranih na krilima.
C-123K
- C-123B sa širim gumama i dva dodatna General Electric J85 motora montiranih ispod krila.
NC-123K
- dva C-123K s vizorima za noćno promatranje.
UC-123K
- 34 C-123K pretvorena u zrakoplov za prskanje defolijanata (operacija "Ranch Hand").
VC-123K
- C-123K preinačen u prijevoz generala Williama Westmorelanda.
C-123T
- C-123B tajlandskih oružanih snaga iz 1980. kojeg je tvrtka Mancro Aircraft Company opremila turbopropelernim motorima Allison T56 -A-7. Zrakoplov je bio opremljen spremnicima za gorivo u krilima i jedinicom za napajanje (APU), koja je napajala kontrolne uređaje i grijala skladišni prostor. Problemi s financiranjem natjerali su tajlandsku vladu da prekine program 1981.

Stroukoff YC-134
- C-123B sa sustavom za ispuhivanje zraka pod tlakom iz 1956. godine koji je preinačila tvrtka Stroukoff Aircraft Corporation, te radijalnim motorom Wright R-3350-89 od 3500 KS (2600 kW), modificiranim repom i stajnim trapom (kasnije označen kao YC-134A). Daljnji razvoj napušten je s razvojem zrakoplova Lockheed C-130.

## Naoružanje NC-123K
Oružje se je moguće montirati na dva vanjska nosača ADU-253 ili 272/B.
- Nenavođene gravitacijske bombe:
  - 2 × CBU-2/A ( kazetna bomba s 360 × BLU-3/B bombica "Ananas")
  - 2 × CBU-24/B (kasetna bomba u bombi SUU-30B/B sa 665 bombica BLU-26/B)
  - 2 × CBU-68/B (kasetna bomba u kućištu bombe SUU-30B/B s bombama BLU-48/B)

## Tehničke specifikacije
| Posada       | 3                                                                 |
| Broj putnika | do 62                                                             |
| Raspon krila | 33,54 m                                                           |
| Duljina      | 30,65 m                                                           |
| Visina       | 10,94 m                                                           |
| Motor        | dva radijalna motora Pratt &amp; Whitney od 2400 hp (oko 1770 kW) |

## Mrežne stranice
- Mrežna stranica Muzeja zračne baštine u Beaver Creeku, koji posjeduje plovidbeni C-123K